# Draft NFL 1959
Il Draft NFL 1959 si è tenuto il 2 dicembre 1958 (giri 1-4) e il 21 gennaio 1959 (giri 5-30).

## Primo giro
|  | = Pro Bowler |  | = Hall of Famer |

| Scelta | Squadra             | Giocatore        | Ruolo            | College           |
| ------ | ------------------- | ---------------- | ---------------- | ----------------- |
| 1      | Green Bay Packers   | Randy Duncan     | Quarterback      | Iowa              |
| 2      | Los Angeles Rams    | Dick Bass        | Running back     | Pacific           |
| 3      | Chicago Cardinals   | Billy Stacy      | Defensive back   | Mississippi State |
| 4      | Washington Redskins | Don Allard       | Quarterback      | Boston College    |
| 5      | San Francisco 49ers | Dave Baker       | Quarterback      | Oklahoma          |
| 6      | Detroit Lions       | Nick Pietrosante | Fullback         | Notre Dame        |
| 7      | Chicago Bears       | Don Clark        | Running Back     | Ohio State        |
| 8      | San Francisco 49ers | Dan James        | Centro           | Ohio State        |
| 9      | Los Angeles Rams    | Paul Dickson     | Defensive tackle | Baylor            |
| 10     | New York Giants     | Lee Grosscup     | Quarterback      | Utah              |
| 11     | Cleveland Browns    | Rich Kreitling   | Wide receiver    | Illinois          |
| 12     | Baltimore Colts     | Jackie Burkett   | Center           | Auburn            |

## Hall of Fame
All'annata 2013, un giocatore della classe del Draft 1959 è stato inserito nella Pro Football Hall of Fame:
- Dick LeBeau, Defensive Back dalla Ohio State University, scelto nel quinto giro (58º assoluto) dai Cleveland Browns.

Induzione: Professional Football Hall of Fame, classe del 2010.